# Loguivy-Plougras
Loguivy-Plougras is een gemeente in het Franse departement Côtes-d'Armor (regio Bretagne). De plaats maakt deel uit van het arrondissement Lannion. Loguivy-Plougras telde op 1 januari 2022 788 inwoners.

## Geografie
De oppervlakte van Loguivy-Plougras bedroeg op 1 januari 2022 47,68 vierkante kilometer; de bevolkingsdichtheid was toen 16,5 inwoners per km².
{
De onderstaande kaart toont de ligging van Loguivy-Plougras met de belangrijkste infrastructuur en aangrenzende gemeenten.

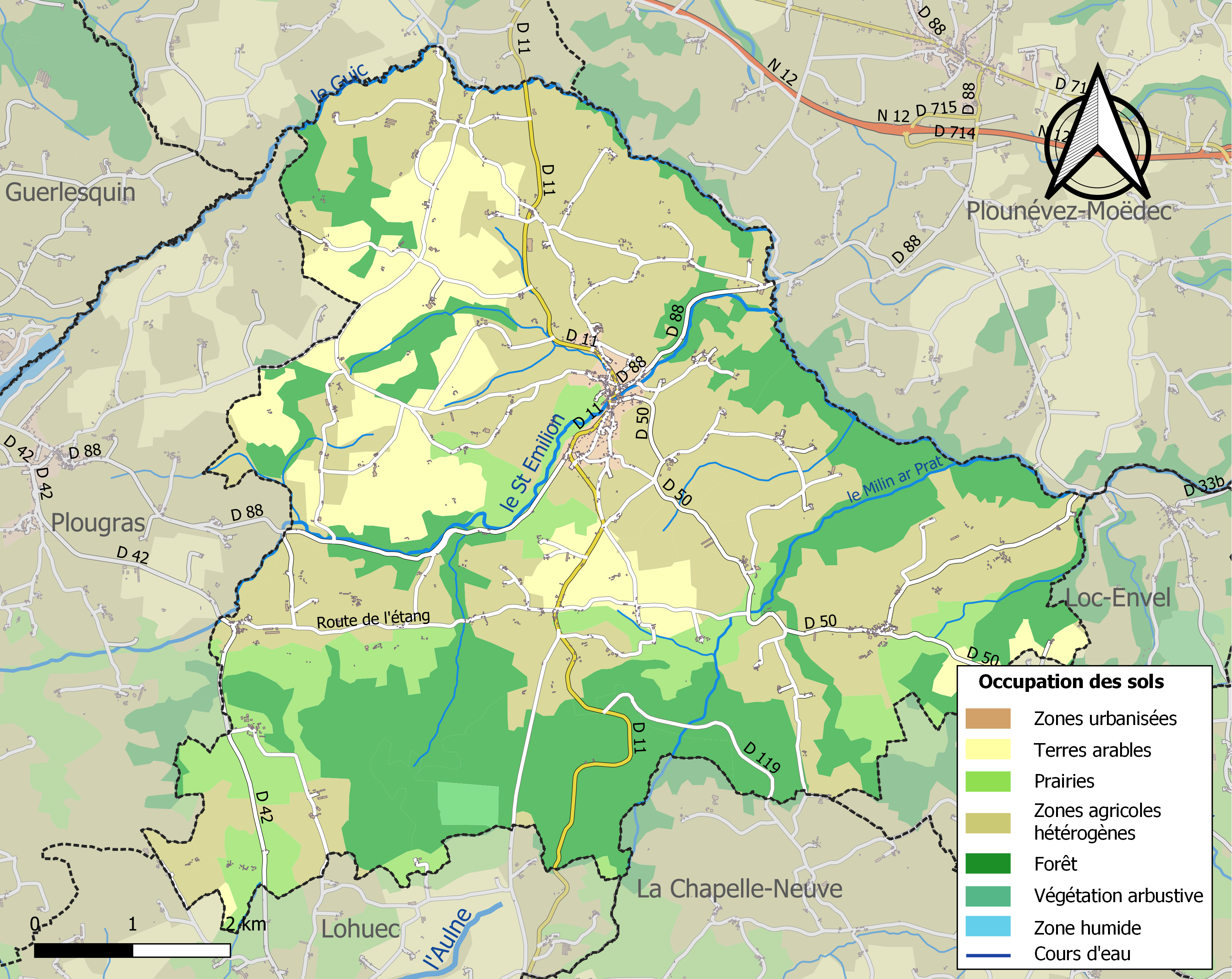

## Demografie
Onderstaande figuur toont het verloop van het inwonertal (bron: INSEE-tellingen).